# Hadrothemis camarensis
Hadrothemis camarensis – gatunek ważki z rodziny ważkowatych (Libellulidae).